# 達奇斯縣 (紐約州)
达奇斯縣（英語：Dutchess County）是美国纽约州東部的一個縣，西傍哈德遜河，東鄰康乃狄克州，面積2,138平方公里。根據2020年美國人口普查，共有人口295,911人。縣治波啟浦夕市（Poughkeepsie）。
該縣成立於1683年，是纽约省最早的十二個縣之一；縣名紀念當時的約克公爵夫人（後來的英王詹姆斯二世）、摩德納的瑪麗（Mary of Modena）。縣名當中的「t」乃係當時居於紐約上州的荷兰移民之誤，以及當時英语拼寫法不如今日嚴謹的結果。